# Mode i Sverige 1900–1910
Mode i Sverige 1900–1910 utmärkte sig inte markant från modet i övriga världen, utan skiljde sig mer utifrån ålder och klass. Frankrike inspirerade modet i hela västvärlden där stilen skulle betona elegans och kvinnlighet. Stilen hade influenser från 1700-talet, och den så kallade empirstilen med mer dekorationer. Samtidigt blev kvinnoklädseln mer maskulin med längre jackor och rakare kjolar. Korsetten fick ett genombrott, tillsammans med behå, byxor, kostym för kvinnor, korta kjolar, sport- och fritidskläder och pälsar. Det gemensamma modet för kvinnor i alla samhällsklasser i Sverige under denna tid var långa klänningar, kjolar, hattar, och en tydligt avgränsad midja. Mode influeras alltid av samtiden, vilket var mycket tydligt under dessa tio år. Det som hade tydligast påverkan var industrialiseringen, den förbättrade kommunikationen och internationaliseringen. Konfektionen fick ett genombrott och det skedde en utveckling av nya syntetmaterial. Till följd av industrialisering och massproduktion öppnades stora varuhus och affärer som exempelvis NK i centrala Stockholm 1902.

## Bakgrund

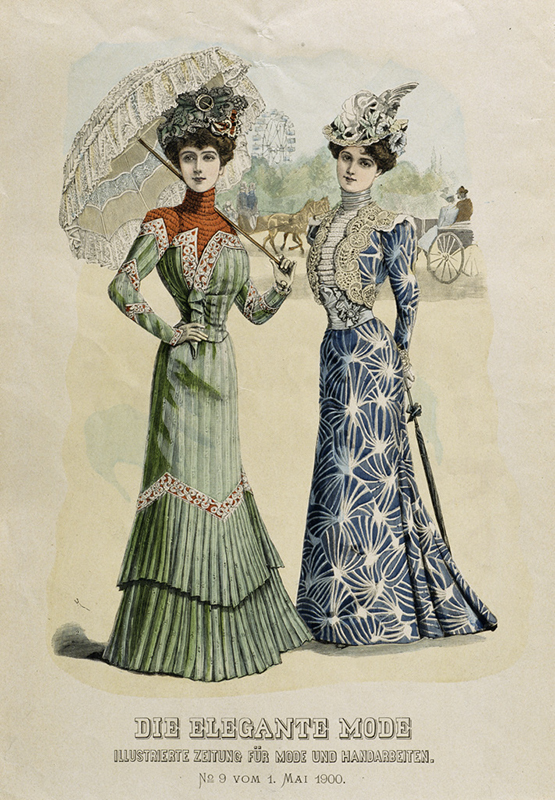
Modeplansch från 1900 ur Die Elegante Mode

Textilindustrin var en av de första att mekaniseras och var en viktig del i den industriella revolutionen. Vävning var främst en kvinnlig sysselsättning och var ett hantverk fram till 1820, då det mekaniserades. De första spinnmaskinerna uppkom i England i slutet av 1700-talet och de första textilfabrikerna kom under 1800-talet till Sverige. Industrialiseringen av textil började med bomull, ylle och sedan siden. Trots mekaniseringen hölls traditionen om hemindustrin och vävning kvar, som främst var en kvinnlig sysselsättning under vintermånaderna då man ej kunde arbeta inom jordbruket. Det vävdes dels för eget bruk, men också för att kunna byta överskottet mot livsmedel. Som följd av det Amerikanska inbördeskriget 1861 blev tillgången på bomull begränsad vilket ledde till svåra tider för textilindustrierna i Sverige. Branschen återhämtade sig dock snabbt och det blev en massproduktion vilket ledde till sjunkande priser med nya, finare material. Resultatet blev att fler människor hade råd med dyrare material, exempelvis sängkläder av linne.
Industrialismens politik gjorde att kvinnorna från de högre samhällsklasserna ville visa en sysslolöshet genom att klä sig i så svårskötta plagg som möjligt. Kvinnor kunde exempelvis klä sig i en så kallad lång basistklänning med spetsar, chiffongsättning och långa ej nedsydda veck.

## Kvinnligt mode

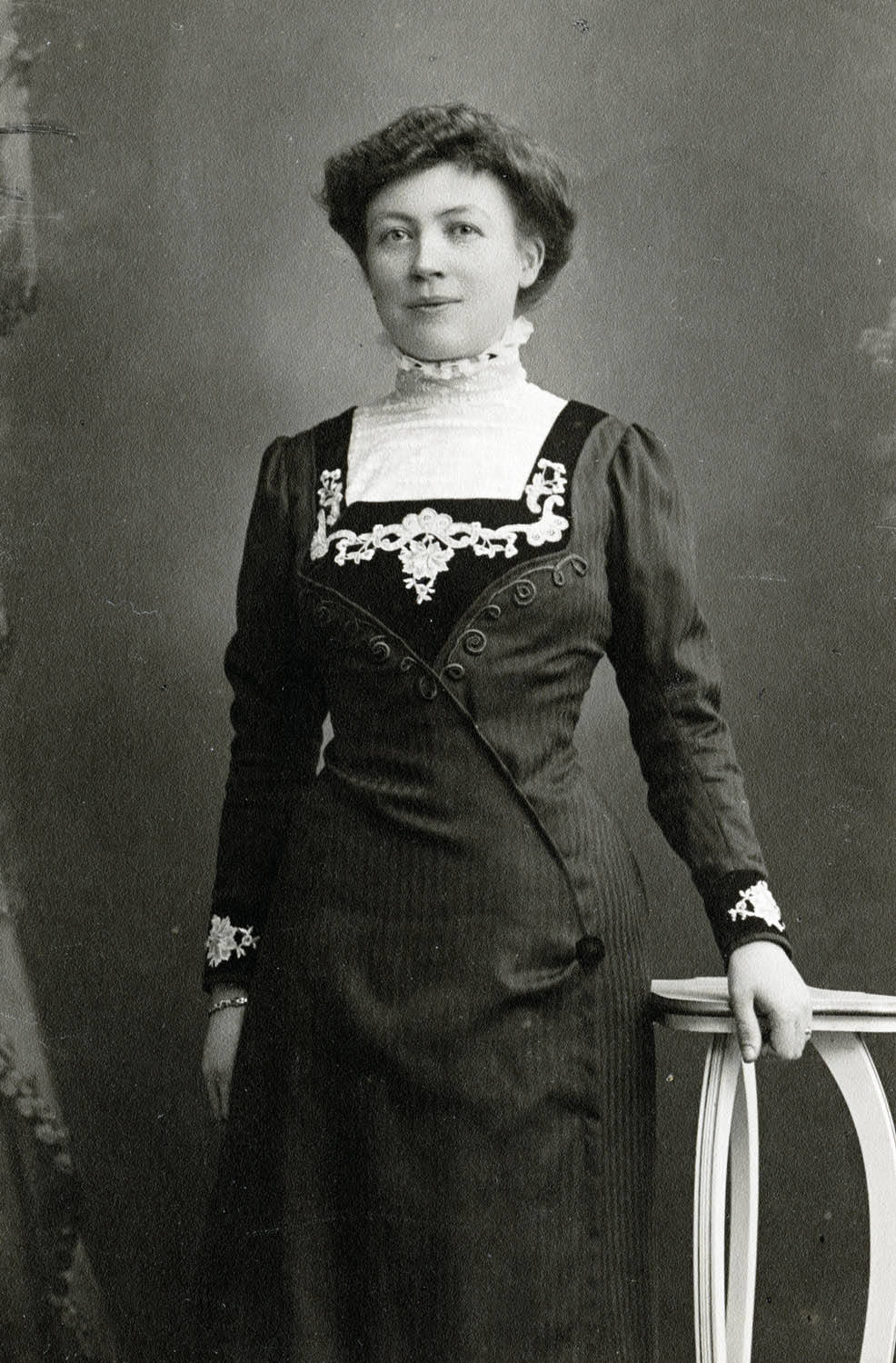
Medelålders kvinna 1900 iklädd en klassisk klänning med broderier och hög spetskrage.

Det som var gemensamt för alla kvinnor under denna tid, trots olika samhällsklasser, var att man bar långa klänningar eller kjolar, med antingen trekvartsärm eller lång ärm. Det var också gemensamt att avgränsa midjan med någon form av korsett. Normerna var att ha smal midja, breda höfter, hög imposant byst och smala, nätta axlar. Som kvinna kunde man byta kläder flera gånger om dagen då det krävdes olika plagg för olika aktiviteter så som middag, morgon och supé. En oskriven regel var att gifta kvinnor skulle täcka sitt huvud utomhus.
Under slutet av 1800-talet skulle midjan och höfterna framhävas och därför valde många att bära underkjolar eller krinolin under kjolen för att framhäva S-siluetten. Det innebar att bysten skulle skjutas fram och höfterna bak för att skapa ett S. Figuren skulle dessutom vara så smal som möjligt och därför använde man korsett. Efter sekelskiftet 1900 började kläderna bli slankare än århundradet innan. Under 1900-talets början började modet förändras. Höfterna behövde inte vara lika framhävda som tidigare och kjolarna blev lite smalare än tidigare men längden förblev den samma, kjolkanten skulle sluta vid anklarna. Bortsett från teatern var det få som sminkade sig. Sminket blev ett fenomen först efter första världskriget.

### Skillnader i olika samhällsklasser
En typisk övre medelklasskvinna bar år 1900 först ett par lårhöga strumpbyxor, och över det ett par snörkängor i skinn. Närmast kroppen bar hon en särk i vitt bomullstyg. Över särken satt en korsett, sydd i materialet coutil, vilket är ett stumt material som ej går att stretcha och därför passar till korsett. Materialet är en blandning av bomull och syntet som är hårt slaget under vävningen vilket gör att korsettskenorna, som är gjorda av syntetiskt valben och flata stålskenor, ej gör hål i tyget. Korsetten var grunden i klädseln och var mycket viktig för att få den korrekta kroppsformen och så att de övriga kläderna fick sin rätta passform. Korsetten höll även upp strumpbyxorna med hjälp av strumpebandshållare. Över det bar hon två stycken underkjolar och över det en dräktkjol av bomull tillsammans med en "dickey", en krage med skjortbröst. Till sist bar hon en väst och en jacka i samma material och färg som kjolen. På huvudet bar hon en halmhatt.
Kvinnorna i de övre samhällsklasserna bar alltid handskar, vilket var mindre vanligt i de lägre samhällsklasserna. Andra utmärkande saker för överklassen var att de bar finare hattar som satt längre fram i pannan. Hattarna var pyntade med blommor, fjädrar och även ibland uppstoppade fåglar. Kläderna de bar var generellt sydda med fler broderier och dekorationer. Klänningarna hade puffärm och smalnade av nedtill och kjolarna var antingen skurna vid vaderna, eller var klockade. Pälsen fick sitt stora genomslag och kom att symbolisera överklassen detta årtionde. Pälskläder tog mycket tid att producera och var dyra.
Det som utmärker sig i de lägre samhällsklasserna är att klänningarna var enklare och det var vanligt att bära förkläde. Kläderna var generellt mer anpassade för arbete, vilket tydliggjorde att de var arbetare och tillhörde en lägre samhällsklass.

## Manligt mode
Under årtiondet bar männen vid formella tillställningar under dagtid jackett. Jacketten kommer från Storbritannien och var en utveckling av den gammalmodiga bonjouren. Jackett bärs än idag i de anglosaxiska länderna vid formella högtider och vid hästkapplöpning. Vid kvällstillställningar av högre ställning fick mannen istället klä sig i frack, något som än idag är vanligt idag på banketter, t.ex. Nobelbanketten.
Kostymen började under detta årtionde te sig närmare den moderna och slutgiltiga formen som uppnåddes under 1920- och 1930-talet. Kostymen härstammade från Storbritanniens överklasser och var under 1900-talet det allmängiltiga modet som alla samhällsklasser bar. Det var ovanligt att se en man utan kostym eller väst av något slag. 
Gemensamt för det manliga modet var hatten. Hatt var obligatoriskt och en man steg aldrig utanför dörren utan en hatt. Högre stående klasser bar ofta jackett och cylinderhatt för att särskilja sig från resten av samhället.
På fötterna bar männen främst höga kängor, men lågskor som Oxfords eller Derbys började bli allt mer framträdande.

### Skillnader i olika samhällsklasser
Liksom kvinnor i övre samhällsklasserna skulle även de välbärgade männen byta kläder vid flera tillfällen om dagen, som också var noggrant dikterade. Männen blev mer jämlika detta årtionde då kostymen bars av både fattiga och rika, det blev därför svårare att urskilja samhällsklass efter klädsel.

## Barnkläder
Barnkläderna var lika i de flesta samhällsklasserna, med undantaget att de rika hade finare material, bättre kvalitet och mer dekorationer som exempelvis broderier och band.
De yngsta barnen, pojke som flicka, kläddes i kolt, vilket var en slags rak, vid, lång och enkel klänning. Spetskrage och volang var vanligt för både flickor och pojkar. Till detta hade barnen stickade strumpor, hättor, halmhattar, huckle eller tygkepsar.

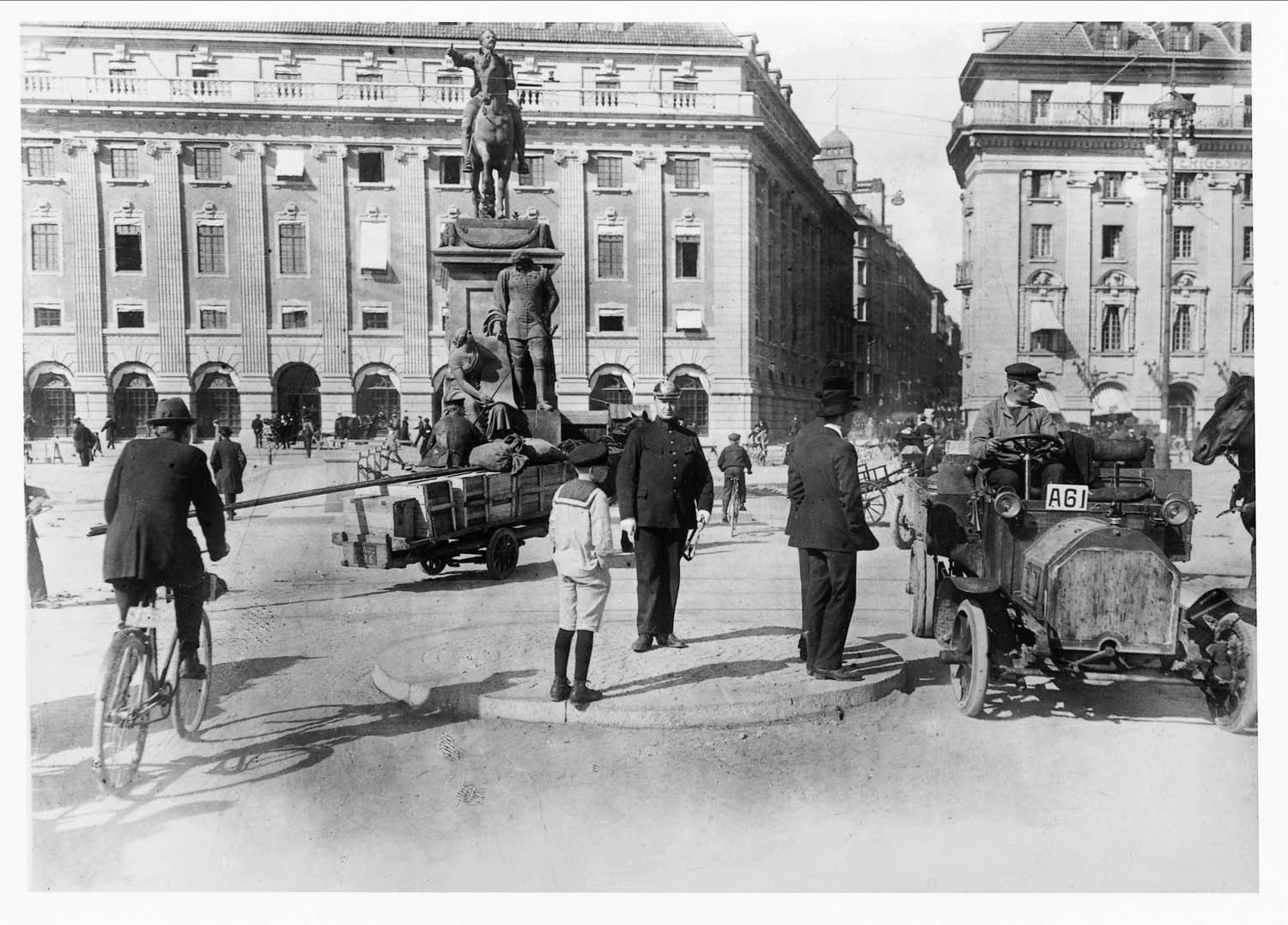
Gustav Adolfs torg, Stockholm, 1910, pojke iklädd sjömanskostym, och män iklädda kostymer

Lite äldre flickor hade knälånga klänningar som var A-linjeformade med puffärmar och axelpartier som ofta hade volanger. Det var vanligt med kortare, lösare klänningar med hög ståndkrage och puffärmar. Även band kunde förekomma i mer avvikande färger och på sommaren var stråhatten populär. Dräkterna var ofta i vitt bomullstyg, som ibland var dekorerade med spets eller broderi.
Lite äldre pojkar hade knälånga byxor eller kortbyxor med en skjorta, som antingen hade krage eller var kraglös. Under alla årstider bar de stickade knälånga strumpor som satt fast i ett livstycke med strumpeband, och en stickad tröja om det var kallt. De använde också en tjockare typ av jacka som liknande en kavaj. På fötterna bar de höga kängor som sträckte sig till anklarna.
Populärt bland äldre pojkar var marininspirerade kläder som till exempel sjömansskjortor eller sjömanshattar som sedan ofta gick i arv från syskon till syskon. Sedan slutet på 1800-talet hade sjömanskostym varit det finaste små pojkar kunde bära. Sjömanskostymen var dessutom populär bland både pojkar och flickor och denna dräkt var enkel att tillverka. Den typiska dräkten var kragen som hängde ned en bit baktill, dekorerade med vita band. Även manschetterna var dekorerade med dessa band. Sjömanskostymerna var mörkblå. 
Vid 14-15 års ålder, efter konfirmationen, räknades barnen som vuxna och skulle bära det som kallas vuxenkläder, vilket i praktiken innebar att flickor till exempel då kunde ha uppsatt hår och bära långa kjolar. Pojkarna var nu mogna för att bära långbyxor.
Vissa barn från lägre samhällsklasser bar förkläde. I de rika familjerna bar barnen kappor till de mer formella tillfällena, medan de till vardags använde tjockare koftor eller tröjor som ytterplagg.

## Underkläder
Manliga underkläder i form av kalsonger är ett ungt fenomen som ej var särskilt vanligt under denna tidsepok. Kvinnliga underkläder kom till bruk några decennier tidigare. Redan i slutet av 1800-talet började kvinnor skydda lår och underliv med en typ av underbyxor. Innan dess har de endast burit särkar under klänningarna. Behån kom att slå igenom kring sekelskiftet till följd av korsetten och S-siluetten.

## Smycken och accessoarer
Det mest förekommande smycken och accessoarer denna period var olika typer av broscher och pärlhalsband, vilket bars av kvinnor. Andra accessoarer som förekom var solfjädrar, smala paraplyn, olika typer av solparasoll, samt övrigt som skyddade mot sol och solbränna. I håret kunde man ha ett diadem som kunde pyntas med konstgjorda blommor. I handen kunde man se en liten väska hos kvinnor.
Namnet på den härskande dekorativa stilen där bland annat broscher och hårkammar hade sirliga och organiska mönster kallades jugend. Stela "hundhalsband" som i modern tid kallats "choker", var även mode.

## Modebranschen
Modet under detta årtiondet var starkt influerat av Frankrike, elegans och empirstilen. Det fanns stora likheter med 1700-talets mode, då stilen var mycket dekorativ. Stilen blev dock mer maskulin med rakare kjolar och längre jackor. Man fick även under detta årtionde en ny inställning till färger och snitt på kläder.

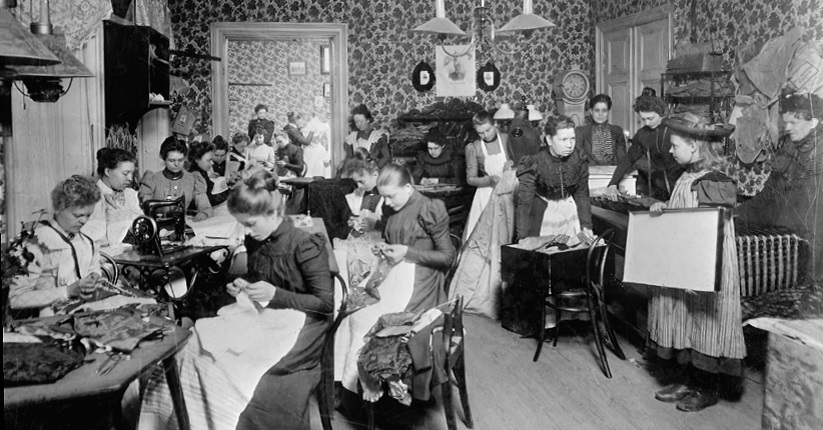
Augusta Lundins syateljé vid Brunkebergstorg omkring 1900.

Modehusen blev viktiga under 1900-talets början. Tidigare hade plaggen skapats efter kundens önskemål exempelvis hos en skräddare,  men i och med att modehusen skapades kunde kunden gå direkt till butik och köpa en klänning som redan fanns uppsydd i större mängder. Den första riktiga modestaden blev Paris. Modet under den här tidseran var i stora drag inspirerat av den Ryska Baletten.
Det fanns två modeskapare som påverkade detta årtiondets mode mycket: Augusta Lundin och Paul Poiret.

### Augusta Lundin

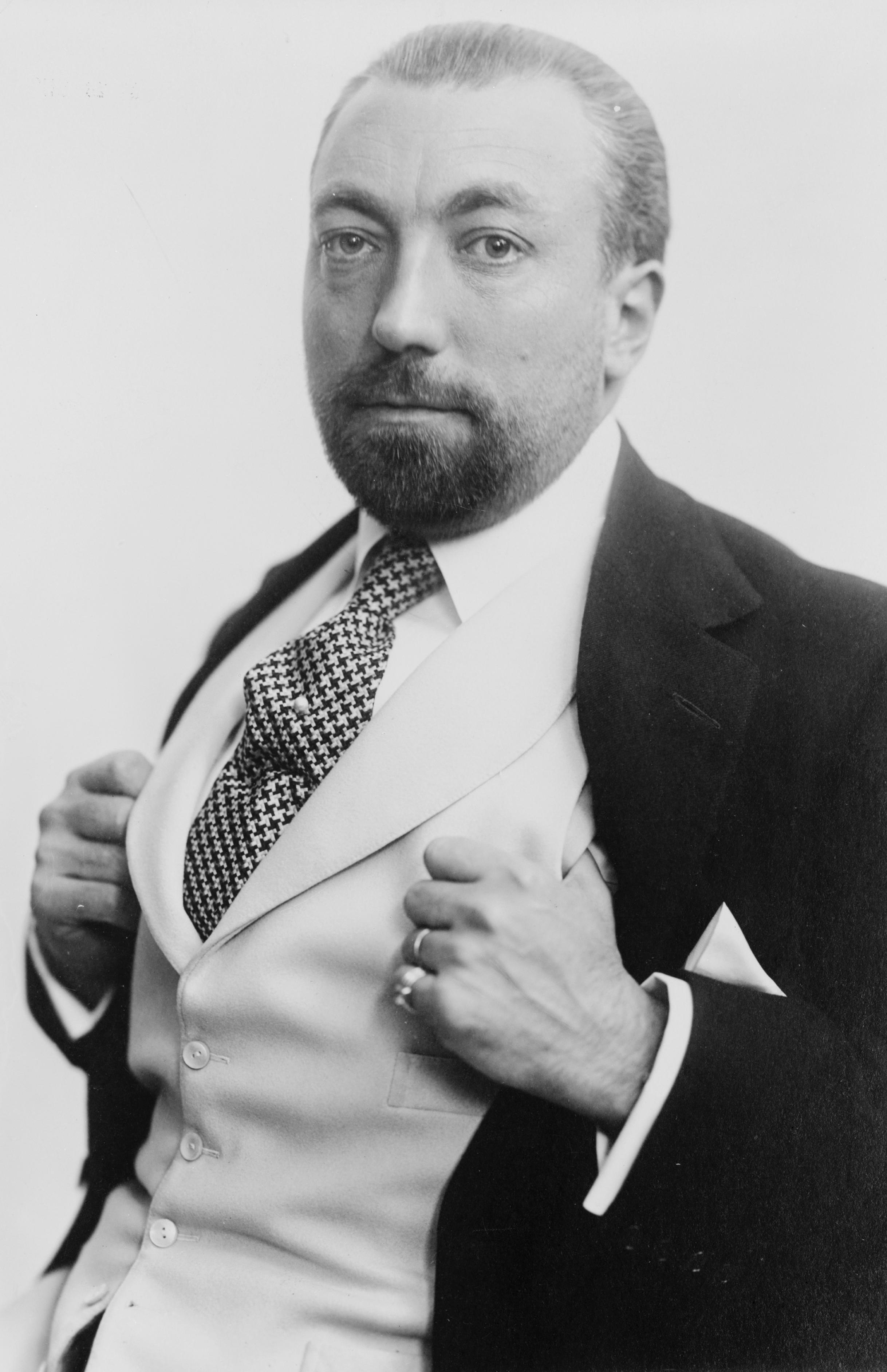
Paul Poiret 1913

Augusta Lundin var Sveriges första modeskapare och levde mellan 1840 och 1919. Hon fick ett stort genombrott inom modevärlden under andra halvan av 1800-talet och satte även stor prägel på kläderna mellan 1900 och 1910. Hon var framförallt känd för sina pionjära idéer som var fulla av fantasifull design. För henne var handsömnad viktigt och hon var därför med och skapade en ny kultur av bra kvalitet och fina material. Hon tog inte fram egna modeller, utan dikterade modet istället, till följd av sin känsla för vad som låg i tiden. Hon höll hög modegrad och därmed även en hög kvalitet på sin syateljé. Hon gjorde avtryck genom att visa att mode inte bara handlar om att skapa nya stilar, utan att det även handlar om att bemästra ett hantverk, där varje detalj räknas. På grund av sin yrkesstolthet blev hon mycket framgångsrik och berömd.
1909 gick Selma Lagerlöf på nobelfesten iklädd en lång trekvartsärmad klänning i ljus silvergrå sidenbrokad. Klänningen hade storblommigt mönster och bollfransar, en typisk högtidlig klädsel vid detta årtionde som var designad av Augusta Lundin.

### Paul Poiret
Paul Poiret är en fransk modeskapare som inspirerats mycket av empirstilen. Det ledde till att korsetter blev mycket populära för att sedan gradvis försvinna, och Poiret sägs vara den som frigjorde kvinnan från korsetten. Han föddes 1879 i Paris och dog där 1944. Han blev känd för sina enkla skärningar på kvinnokläder och kom att påverka kläderna även i Sverige.